# Ђ
Ne doit pas être confondu avec la lettre cyrillique té crochet médian ‹ Ꚋ ꚋ ›.
Pour les articles homonymes, voir Djé.
Dié (capitale Ђ, minuscule ђ), ou djé, est une lettre de l'alphabet cyrillique utilisée dans l'écriture du serbe et du monténégrin, après dé ‹ Д › dans l’ordre alphabétique. Bien que similaire, elle n’est pas à confondre avec le dierv ‹ Ꙉ ꙉ ›.

## Linguistique
Le dié est utilisé pour représenter le son d'une consonne affriquée alvéolo-palatale voisée (transcrite par /d͡ʑ/ en API).

## Histoire
La lettre dié fut dérivée de la lettre tié ‹ Ћ ћ › par le linguiste serbe Vuk Stefanović Karadžić en 1819.

## Représentations informatiques
Le dié peut être représenté avec les caractères Unicode suivants :
| formes    | représentations | chaînes de caractères | points de code | descriptions                    |
| --------- | --------------- | --------------------- | -------------- | ------------------------------- |
| capitale  | Ђ               | Ђ                     | U+0402         | lettre majuscule cyrillique djé |
| minuscule | ђ               | ђ                     | U+0452         | lettre minuscule cyrillique djé |